# National Oceanic and Atmospheric Administration

NOAA

National Oceanic and Atmospheric Administration (NOAA) är ett amerikanskt vetenskapligt organ som är underställt USA:s handelsdepartement. Organisationen studerar förhållandena i hav och atmosfär, publicerar väderkartor, utfärdar varningar för annalkande oväder och ger råd och anvisningar i miljöfrågor.

## Vision, uppdrag och målsättning
NOAA:s strategiska vision är "ett upplyst samhälle som använder en omfattande förståelse för havens, kusternas och atmosfärens roll i det globala ekosystemet till att fatta de bästa sociala och ekonomiska besluten".
NOAA:s uppdrag är "att förstå och förutsäga förändringar i jordens miljö och att bevara och administrera kust- och marina resurser för att uppfylla vår nations ekonomiska, sociala och miljörelaterade behov".
För att uppfylla sin vision och sitt uppdrag har NOAA fyra målsättningar som fungerar som direktiv för verksamheten. Varje målsättning motsvaras av verksamheter inriktade på ekosystem, klimat, väder, vatten, handel och transport.
- Garanera det hållbara utnyttjandet av resurserna och med hänsyn till både mänskliga och naturliga faktorer balansera oförenliga bruk av kust- och marinekosystem.
- Förstå miljöförändringar, inklusive globala förändringar som El Niño för att försäkra att vi kan planera och agera på ett lämpligt sätt.
- Erbjuda data och prognoser om cykliska händelser relaterade till väder och vatten, inklusive stormar, översvämningar och torka.
- Erbjuda information om väder, klimat och ekosystem för att garantera att individuella och kommersiella transporter är säkra, effektiva och miljöriktiga.

## Syfte och funktion

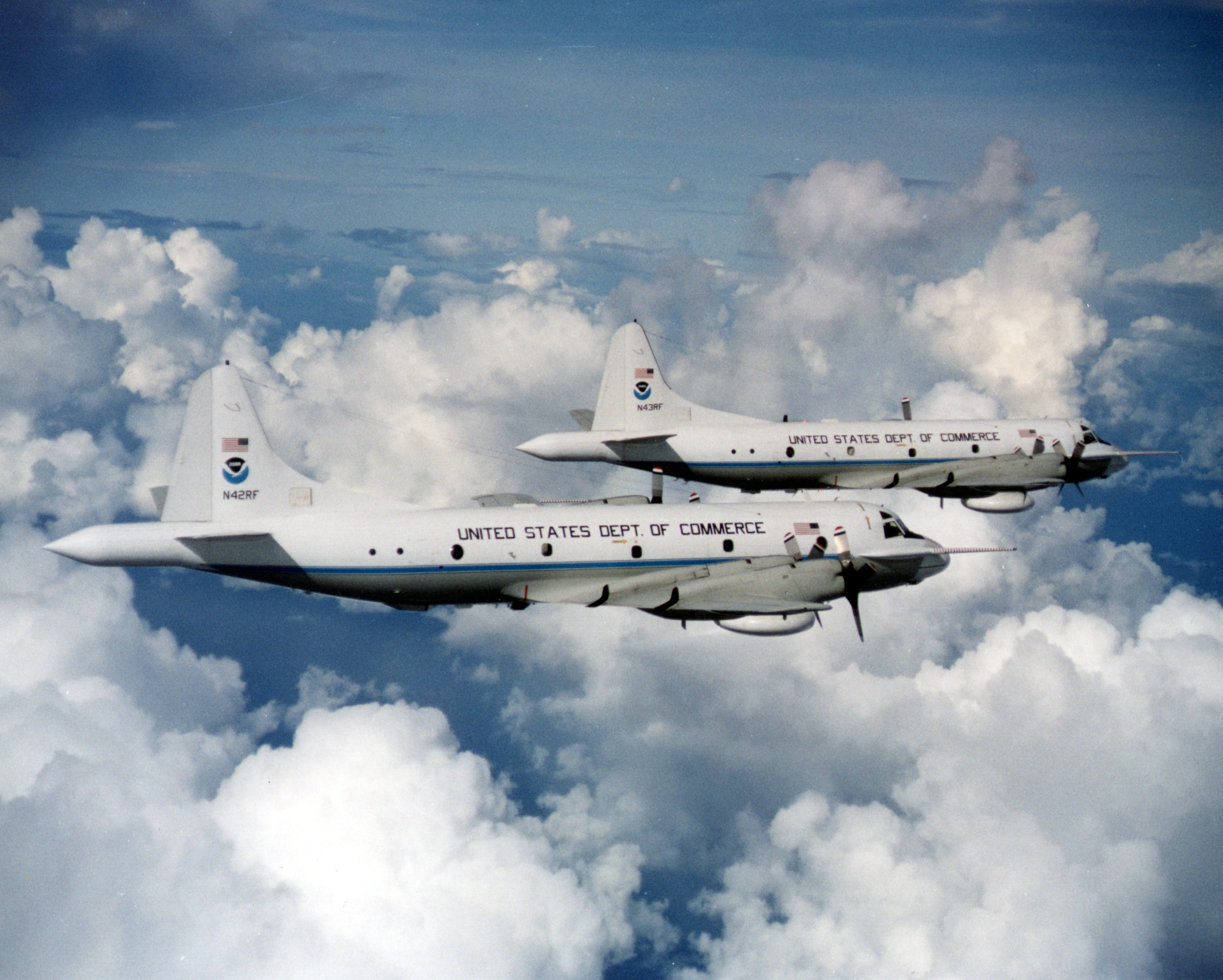
Två av NOAA:s så kallade "Hurricane Hunters" som regelbundet flyger in i tropiska cykloner.

Som organisation har NOAA stor betydelse både inrikes i USA och globalt. NOAA:s miljöinformation är mest välkänd genom väderprognoserna som National Weather Service producerar, men organisationen tar också fram information om klimat, ekosystem och handel.
NOAA förvaltar amerikanska marina miljöer och tillsammans med myndigheter och institutioner, såväl på internationell som på delstatsnivå, administrerar och reglerar man naturskydd, fiske samt utfärdar skydd av hotade marina djurarter.
Dessutom bedriver NOAA forskning inom sina respektive intresseområden och man har som målsättning att övervaka jordens ekosystem och samla in information om dessa, analysera denna information för att förutsäga förändringar i dessa system och informera och engagera allmänheten och olika organisationer samt administrera resursanvändningen för att förbättra samhället och miljön.

## Historia och organisation
NOAA bildades den 3 oktober 1970 sedan president Richard Nixon föreslagit att ett nytt departement som skulle uppfylla ett nationellt behov av "...bättre skydd av liv och egendom mot naturkatastrofer ... ökad förståelse av miljön som helhet ... en utforskning och utveckling som leder till ett mer intelligent bruk av våra marina resurser...". NOAA bildades genom sammanslagningen av tre av de äldsta grenarna av den federala, amerikanska förvaltning: United States Coast and Geodetic Survey (bildat 1807), Weather Bureau (bildat 1870) och Bureau of Commercial Fisheries (bildat 1871).
NOAA bedriver sin verksamhet genom sex större underorganisationer, flera mindre projektenheter och en egen marinkår, NOAA Corps, som handhar organisationens fartygs- och flygflotta.
- National Weather Service, NWS - producerar prognoser om väder, hydrologi och klimat över USA och angränsande hav. Till sitt förfogande har man fler än 120 lokala avdelningar (Weather Forecast Offices, WFO). NWS producerar årligen mer än 734 000 väder- och 850 000 flodprognoser och utfärdar omkring 45 000 vädervarningar. NWS administrerar också NEXRAD, ett nationellt nätverk av dopplerradarstationer, och mycket av den information NWS producerar har stor betydelse för frågor som global uppvärmning och ozonhålet. NWS har också ett nätverk av radiosändare som dygnet runt ger väderleksrapporter, utfärdar vädervarningar etc.
- National Ocean Service, NOS och National Geodetic Survey, NGS - NOS administrerar tolv nationella naturreservat och driver miljöfrågor kring hav och kuster. Dessutom har man introducerat elektroniska sjökort som tillsammans med ett GPS-system förbättrar sjöfarten i amerikanska farvatten. NGS är en underavdelning som mäter och fastställer geodetiska data som latituder, longituder, höjd, skala och gravitation i USA.
- National Environmental Satellite, Data and Information Service, NESDIS - administrerar information som amerikanska satelliter, olika militära och/eller federal organisationer samlar in runt om i världen. Organisationen har sitt huvudkontor (National Climatic Data Center) i Asheville, North Carolina. Sedan mitten av 1970-talet har NESDIS haft flera satelliter i omlopp som samlar in information om bland annat havsströmmar och miljön i polarregionerna. 1983 övertog man ansvaret för satellitsystemet Landsat.
- National Marine Fisheries Service, NMFS - bedriver skydd och studier av fisk och administrerar NOAA:s fem fiskeri-forskningsanläggningar.
- Office of Oceanic and Atmospheric Research, OAR - bedriver forskning med syftet att skydda liv och egendom samt befrämja ekonomisk tillväxt. Mycket av forskningen fokuserar på naturfenomen som virvelstormar, orkaner, klimatförändring, ozonskiktet, luftförorening, väderfenomen som El Niño, produktivitet inom fiskeri, havsströmmar, djuphavet och miljön längs amerikanska kuster. OAR har utvecklat flera innovativa observationssystem och relaterad tekonologi. Man administrerar sju laboratorier, sex underhavsstationer och ett stort antal universitet- och forskningsprogram som gör att tusentals forskare och studenter kan bedriva sin miljöforskning.
- Program Planning and Integration, PPI - skapades 2002 med den främsta målsättningen att förbättra den interna, strategiska strukturen.